# Pradières
Pradières település Franciaországban, Ariège megyében. Lakosainak száma 124 fő (2022. január 1.). Pradières Arabaux, Foix, L’Herm, Montgaillard és Soula községekkel határos.

## Népesség
A település népességének változása:
| Lakosok száma | 52   | 102  | 103  | 108  | 115  | 115  | 115  | 119  | 121  | 124  |
|               | 1968 | 1982 | 1990 | 2006 | 2013 | 2015 | 2017 | 2019 | 2020 | 2022 |